# Iglesia Hans Egede
La Iglesia Hans Egede es una iglesia evangélica luterana en Nuuk, Groenlandia, situada en el distrito del viejo Nuuk. La iglesia fue consagrada en el aniversario de los 250 años de la fundación de la misión de Hans Egede. Se trata de una estructura de madera, que recibe el nombre del misionero danés-noruego Hans Egede. El órgano de la iglesia es un instrumento 10-Frobenius de 1971.